# HD 38170
HD 38170，又名CD-34 2401，SAO 196098、HR 1973，是一颗恒星，视星等为5.29，位于銀經239.62，銀緯-28.49，其B1900.0坐标为赤經5h 38m 40s，赤緯-34° -28.49′ 0″。